# Sepsisoma geniculatum
Sepsisoma geniculatum är en tvåvingeart som först beskrevs av Ignaz Rudolph Schiner 1868.  Sepsisoma geniculatum ingår i släktet Sepsisoma och familjen Richardiidae.
Artens utbredningsområde är Venezuela. Inga underarter finns listade i Catalogue of Life.